# Emathea
Emathea is een geslacht van kevers uit de familie bladkevers (Chrysomelidae).
De wetenschappelijke naam van het geslacht werd in 1865 gepubliceerd door Joseph Sugar Baly.

## Soorten
- Emathea aeneipennis (Baly, 1865)
- Emathea aptera Kimoto, 1989
- Emathea balyi (Jacoby, 1896)
- Emathea fulvicornis (Jacoby, 1896)
- Emathea intermedia (Jacoby, 1899)
- Emathea jacobyi (Duvivier, 1884)
- Emathea moseri Weise, 1922
- Emathea punctata (Allard, 1889)
- Emathea subrugosa (Jacoby, 1896)
- Emathea violaceipennis (Baly, 1890)